# هذاب
هُذَاب واحدته هذابة (الاسم العلمي: Mesitornis)، جنس طير من فصيلة الهذابيات. يشتمل على نوعين هذاب أبيض الصدر وهذاب بني المتوطنان في مدغشقر ويُصنف كلا النوعين على أنهما معرضان للخطر في القائمة الحمراء للأنواع المهددة بالانقراض التابعة للاتحاد الدولي لحفظ الطبيعة (IUCN). هناك نوع وحيد الجنس يُسمى أيضًا هذاب، (هذاب شبه صحراوي).